# Liste der Baudenkmale in Oldenburg (Oldb) – Nelkenstraße
In der Liste der Baudenkmale in Oldenburg (Oldb) – Nelkenstraße stehen alle Baudenkmale der Nelkenstraße in Oldenburg (Oldb).  Die Quelle der IDs und der Beschreibungen ist der Denkmalatlas Niedersachsen.
Der Stand der Liste ist das Jahr 2022.

## Allgemein
In den Spalten befinden sich folgende Informationen:
- Lage: die Adresse des Baudenkmales und die geographischen Koordinaten. Kartenansicht, um Koordinaten zu setzen. In der Kartenansicht sind Baudenkmale ohne Koordinaten mit einem roten Marker dargestellt und können in der Karte gesetzt werden. Baudenkmale ohne Bild sind mit einem blauen Marker gekennzeichnet, Baudenkmale mit Bild mit einem grünen Marker.
- Bezeichnung: Bezeichnung des Baudenkmales
- Beschreibung: die Beschreibung des Baudenkmales. Unter § 3 Abs. 2 NDSchG werden Einzeldenkmale und unter § 3 Abs. 3 NDSchG Gruppen baulicher Anlagen und deren Bestandteile ausgewiesen.
- ID: die Objekt-ID des Baudenkmales
- Bild: ein Bild des Baudenkmales, ggf. zusätzlich mit einem Link zu weiteren Fotos des Baudenkmals im Medienarchiv Wikimedia Commons. Wenn man auf das Kamerasymbol klickt, können Fotos zu Baudenkmalen aus dieser Liste hochgeladen werden:

Zurück zur Hauptliste
| Lage                                               | Bezeichnung | Beschreibung | ID       | Bild |
| -------------------------------------------------- | ----------- | --- | -------- | ---- |
| Nelkenstraße 3 / 5 / 5a 53° 8′ 52″ N, 8° 12′ 50″ O | Wohnhaus    | 1907/08 von Wiemken und Bodemann errichtet. | 37442263 |      |
| Nelkenstraße 7 53° 8′ 53″ N, 8° 12′ 49″ O          | Wohnhaus    | 1865 errichtet. | 37442310 |      |
| Nelkenstraße 9 53° 8′ 53″ N, 8° 12′ 48″ O          | Wohnhaus    | 1876 errichtet. | 37442332 |      |
| Nelkenstraße 11 53° 8′ 53″ N, 8° 12′ 48″ O         | Wohnhaus    | 1878 vom Architektenbüro Mönning & Sohn errichtet. | 37442354 |      |
| Nelkenstraße 12 53° 8′ 53″ N, 8° 12′ 47″ O         | Wohnhaus    | | 37442569 |      |
| Nelkenstraße 13 53° 8′ 52″ N, 8° 12′ 47″ O         | Wohnhaus    | 1893 errichtet. | 37442376 |      |
| Nelkenstraße 14 53° 8′ 53″ N, 8° 12′ 47″ O         | Wohnhaus    | 1865 von Zimmermeister Holting errichtet. | 37442591 |      |
| Nelkenstraße 19 53° 8′ 52″ N, 8° 12′ 45″ O         | Wohnhaus    | Eingeschossiger, traufständiger Putzbau unter Krüppelwalmdach. Im Kern wohl noch von 1812. Wohl ältestes Haus der heutigen Straßenbebauung.                                                                         | 39038675 |      |
| Nelkenstraße 20 53° 8′ 53″ N, 8° 12′ 44″ O         | Wohnhaus    | 1879 von Maurermeister Wittholt errichtet. | 37442637 |      |
| Nelkenstraße 22 53° 8′ 53″ N, 8° 12′ 43″ O         | Wohnhaus    | 1879 von Maurermeister Wittholt errichtet. | 37442661 |      |
| Nelkenstraße 23 53° 8′ 52″ N, 8° 12′ 44″ O         | Wohnhaus    | Anfang der 1890er Jahre an exponierter Lage errichtetes Wohnhaus. | 37442398 |      |
| Nelkenstraße 25 53° 8′ 52″ N, 8° 12′ 43″ O         | Wohnhaus    | 1866 errichtetes Giebelhaus mit Vorgarten und Einfriedung aus dem frühen 20. Jh. | 37442422 |      |
| Nelkenstraße 27 53° 8′ 53″ N, 8° 12′ 42″ O         | Wohnhaus    | 1889 errichtetes Wohnhaus. | 37442446 |      |
| Nelkenstraße 28 53° 8′ 54″ N, 8° 12′ 43″ O         | Wohnhaus    | 1909 von Architekt W. Wilkens errichtetes Wohnhaus mit Vorgarten. | 37450323 |      |
| Nelkenstraße 29 53° 8′ 53″ N, 8° 12′ 42″ O         | Wohnhaus    | 1890/91 von Maurermeister Heinrich Wilhelm Bühring errichtetes Wohnhaus. | 37442470 |      |
| Nelkenstraße 30 53° 8′ 54″ N, 8° 12′ 43″ O         | Wohnhaus    | Wohnhaus mit Einfriedung. | 37441805 | BW   |
| Nelkenstraße 32 53° 8′ 54″ N, 8° 12′ 42″ O         | Wohnhaus    | Um 1830 errichtetes Wohnhaus, 1921 nach Brand teilweise erneuert. | 37421937 |      |
| Nelkenstraße 46 53° 8′ 57″ N, 8° 12′ 41″ O         | Wohnhaus    | Eingeschossiger, traufständiger Backsteinbau unter Satteldach. Originale Zargenfenster mit Schlagläden erhalten. Historische Haustür mit Oberlicht. Im Inneren offener Rauchfang und Wandfliesen erhalten. Um 1800. | 37421958 |      |